# Los neuróticos
Los neuróticos es una película filmada en colores de Argentina dirigida por Héctor Olivera sobre el guion de Gius según un argumento de Héctor Olivera. Es una secuela de Psexoanálisis (1968, también de Olivera), y es protagonizada por Norman Briski, Malvina Pastorino, Jorge Salcedo y Marcela López Rey. Tuvo el título alternativo de Los psexoanalizados. Se estrenó el 18 de marzo de 1971.
La película se terminó de producir en junio de 1969 y el Ente de Calificación encargado de la censura de los filmes decidió prohibirla. Se le realizaron cortes para someterla de nuevo a calificación pero en septiembre el organismo mantuvo la decisión. Siguieron nuevos cortes y nueva ratificación en octubre, pero en noviembre fue finalmente autorizada.

## Sinopsis

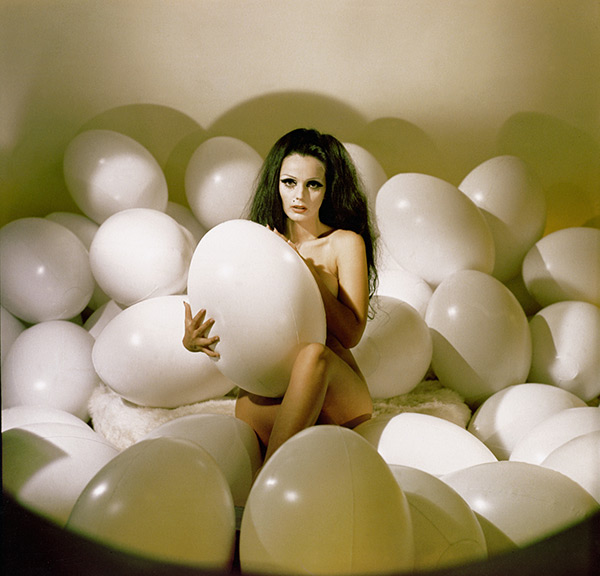
Marcela López Rey en el film.

El doctor Sigmund es un psicoanalista cuya única meta en sus terapias de grupo es conquistar a las mujeres que concurren allí.

## Reparto
- Norman Briski como Dr. Sigmundo
- Malvina Pastorino como Penélope
- Jorge Salcedo como Prometeo
- Marcela López Rey como Scherezade
- Héctor Pellegrini como Polifemo
- Susana Giménez como Jacinta
- Víctor Bó como Osiris
- Soledad Silveyra como Lolita
- Nathán Pinzón como Lazaro
- Horacio Bustos como Narciso
- Linda Peretz
- Ana María Montero
- Raúl Ricutti
- Raquel Álvarez

## Comentarios
La Nación opinó:

”No pretende ser una sátira formal del psicoanálisis de grupo ni ironizar sobre los métodos en boga. Quiere ser solamente una humorada sin mayor trascendencia, una diversión despojada de toda crítica.”

Manrupe y Portela escriben:

”Comedia medianamente efectiva pero de interés visual por su muestrario del arte pop..”

## Premio
Recibió el premio Cóndor de Plata de la Asociación de Cronistas Cinematográficos de la Argentina a la mejor escenografía.